# Veronica Ewers
Veronica Ewers (* 1. September 1994 in Moscow) ist eine US-amerikanische Radrennfahrerin im Straßenradsport.

## Sportlicher Werdegang
Ewers wandte sich erst mit 25 Jahren dem Radsport zu. Davor hatte sie mehrere Sportarten wie Fußball, Laufen und Gewichtheben betrieben. Sie besaß einen Abschluss der Willamette University in Spanisch und in Anthropologie und arbeitete im Gesundheitswesen in Seattle. 2019 trat sie einem Radsportverein in Seattle bei und erzielte zwei Jahre später bei den US-amerikanischen Meisterschaften den dritten Platz im Straßenrennen. Daraufhin erhielt sie einen Vertrag bei TIBCO-SVB.
2022, in ihrer ersten vollen professionellen Saison, konnte sie zwei Siege erzielen, und zwar bei Clasica Femenina Navarra, einem Rennen der Kategorie 1.1, sowie bei einer Etappe im luxemburgischen Festival Elsy Jacobs (2.Pro). Darüber hinaus war sie bei ihrem Debüt Neunte der Tour de France Femmes 2022 und erzielte eine Reihe weiterer guter Resultate, so einen zweiten Platz bei Giro dell’Emilia Donne. Darüber hinaus wurde sie in die US-amerikanische Nationalmannschaft bei den Straßenradsport-Weltmeisterschaften berufen.
Mit dem vierten Platz beim Giro d’Italia Donne 2023 konnte sie bei einem weiteren großen Etappenrennen in den Top 10 landen. In der Tour de France 2023 schied sie noch vor den entscheidenden Etappen infolge eines Sturzes aus. Sie fuhr die sechste Etappe trotz Schlüsselbeinbruchs zu Ende, musste aber anschließend aufgeben. Da ihr Team zum Jahresende den Betrieb einstellen musste, unterzeichnete sie für 2024 bei der neu zu gründenden Mannschaft EF Education-Cannondale. Nach durchwachsenen Resultaten, die auf ein relatives Energiedefizit zurückgeführt wurden, setzte sie für die zweite Saisonhälfte aus.

## Erfolge
2022
- Clasica Femenina Navarra
- eine Etappe Festival Elsy Jacobs